# Уряд Анатолія Кінаха
Уряд Кінаха був створен після того, як український парламент був повалений попередній кабінет на Віктора Ющенка 26 квітня 2001 року; в ньому було більшість міністрів свого попередника. На 29 травня 2001 року 239 депутатів проголосували за призначення Анатолія Кінаха, голова Українського союзу промисловців і підприємців, а прем'єр - міністр України. 16 листопада 2002 року президент Кучма відправив у відставку кабінет міністрів, стверджуючи, що «він провів недостатньо реформ»

## Історія
23 травня 2001 року Президент України Леонід Кучма надіслав до Верховної Ради України подання про призначення Анатолія Кінаха Прем'єр-міністром України.
29 травня 2001 року після обговорення кандидатури Анатолія Кінаха Верховна Рада надала згоду на його призначення, і у той же день президент Кучма призначив його Прем'єр-міністром України.
Персональний склад уряду був призначений указами президента від 29 травня (Перший віцепрем'єр та 4 міністри), 30 травня (віцепрем'єр та 7 міністрів), 5 червня (3 міністри) та 9 червня (віцепрем'єр та 2 міністри) (див. таблицю нижче).

## Склад уряду
| Посада                                       | Особа |
| -------------------------------------------- | --- |
| Прем'єр-міністр України                      | Кінах Анатолій Кирилович                                                                                            |
| Перший віцепрем'єр-міністр України           | Дубина Олег Вікторович (з 29 травня 2001)                                                                           |
| Віце-прем'єр-міністр                         | Роговий Василь Васильович (з 25 червня 2001)                                                                        |
| Віце-прем'єр-міністр                         | Семиноженко Володимир Петрович (з 30 травня 2001)                                                                   |
| Віце-прем'єр-міністр                         | Козаченко Леонід Петрович (з 9 червня 2001)                                                                         |
| Міністр внутрішніх справ                     | Смирнов Юрій Олександрович (з 29 травня 2001)                                                                       |
| Міністр оборони                              | Кузьмук Олександр Іванович (29 травня — 24 жовтня 2001) Шкідченко Володимир Петрович (з 12 листопада 2001)          |
| Міністр аграрної політики                    | Кириленко Іван Григорович (30 травня 2001 — 19 квітня 2002) Рижук Сергій Миколайович (з 19 квітня 2002)             |
| Міністр фінансів                             | Мітюков Ігор Олександрович (30 травня — 27 грудня 2001) Юшко Ігор Олегович (з 27 грудня 2001)                       |
| Міністр охорони здоров'я                     | Москаленко Віталій Федорович (з 30 травня 2001)                                                                     |
| Міністр праці та соціальної політики         | Сахань Іван Якович (з 30 травня 2001)                                                                               |
| Міністр юстиції                              | Станік Сюзанна Романівна (30 травня 2001 — 7 травня 2002) Лавринович Олександр Володимирович (з 7 травня 2002)      |
| Міністр з питань надзвичайних ситуацій       | Дурдинець Василь Васильович (з 29 травня 2001)                                                                      |
| Міністр закордонних справ                    | Зленко Анатолій Максимович (з 29 травня 2001)                                                                       |
| Міністр економіки                            | Роговий Василь Васильович (30 травня — 25 червня 2001) Шлапак Олександр Віталійович (з 10 липня — 30 серпня 2001)   |
| Міністр економіки та європейської інтеграції | Шлапак Олександр Віталійович (з 30 серпня 2001)                                                                     |
| Міністр культури і мистецтв                  | Богуцький Юрій Петрович (з 30 травня 2001)                                                                          |
| Міністр екології і природних ресурсів        | Курикін Сергій Іванович (з 9 червня 2001)                                                                           |
| Міністр транспорту                           | Пустовойтенко Валерій Павлович (9 червня 2001 — 30 квітня 2002) Кірпа Георгій Миколайович (з 7 травня 2002)         |
| Міністр палива і енергетики                  | Сташевський Станіслав Телісфорович (5 червня — 19 листопада 2001) Гайдук Віталій Анатолійович (з 22 листопада 2001) |
| Міністр освіти і науки                       | Кремень Василь Григорович (з 5 червня 2001)                                                                         |
| Міністр промислової політики                 | Гуреєв Василь Миколайович (5 червня 2001 — 24 квітня 2002) М'ялиця Анатолій Костянтинович (з 10 червня 2002)        |